# Palomares del Rio
Palomares del Rio – miejscowość w Hiszpanii, mieszcząca się kilka kilometrów na południowy zachód od Sewilli, w pobliżu rzeki Gwadalkiwir. 
W roku 2009 zamieszkiwało ją 6811, w tym 3422 mężczyzn i 3389 kobiet.